# Michael Vogt
Michael Vogt (29 dicembre 1997) è un bobbista svizzero.

## Biografia
Compete nel bob dal 2017 come pilota per la squadra nazionale svizzera. Debuttò in Coppa Europa all'avvio della stagione 2017/18, classificandosi al sedicesimo posto in classifica generale nel bob a due come miglior risultato, mentre fu quinto in Coppa Nordamericana al termine dell'annata 2018/19 sempre nel bob a due. Si distinse nelle categorie giovanili conquistando tre medaglie ai mondiali juniores: una d'oro e una di bronzo vinte nel bob a quattro rispettivamente a Sankt Moritz 2021 e a Schönau am Königssee 2019, più una d'argento colta nel bob a due nell'edizione del 2021; nella rassegna del 2019 vinse inoltre l'argento a due nella speciale classifica riservata agli atleti under 23, mentre a Sankt Moritz 2018 aveva già vinto l'argento under 23 nella specialità a quattro. Agli europei juniores ha vinto la medaglia di bronzo under 23 nel bob a quattro nel 2018.

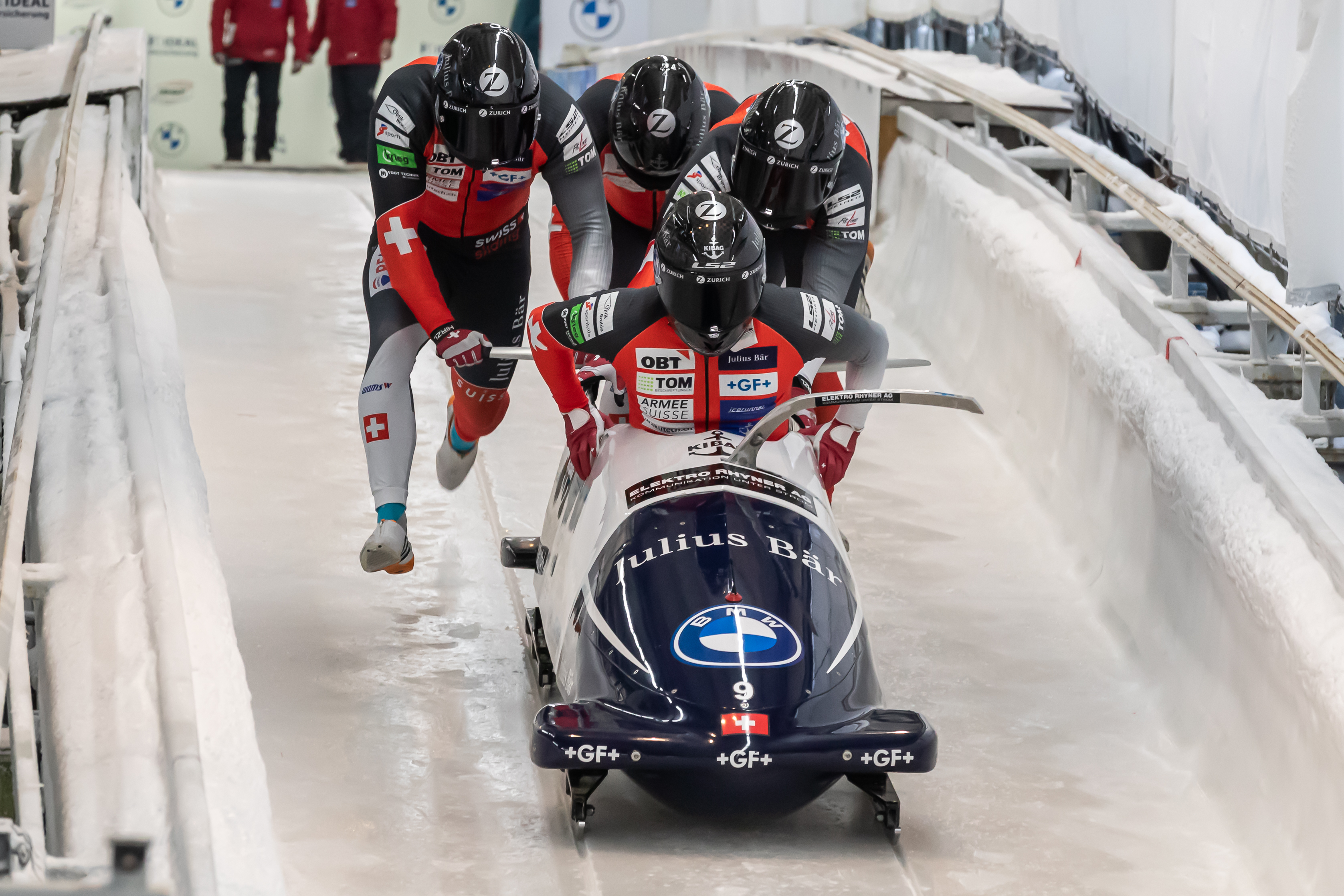
Michael Vogt alla guida del bob a quattro ai campionati mondiali di Altenberg 2021

Esordì in Coppa del Mondo all'avvio della stagione 2018/19, l'8 dicembre 2018 a Sigulda, piazzandosi al diciottesimo posto nel bob a due, e ottenne il suo primo podio l'11 gennaio 2020 a La Plagne, quarta tappa della stagione 2019/20, terminando al terzo posto la gara a due in coppia con Sandro Michel. Detiene quale miglior piazzamento in classifica generale il quarto posto nel bob a due e il nono nel bob a quattro, ottenuti nella stagione d'esordio, e il quinto nella combinata maschile, raggiunto sia nel 2019/20 che nel 2020/21.
Prese parte a quattro edizioni dei campionati mondiali. Nel dettaglio i suoi risultati nelle prove iridate sono stati, nel bob a due: tredicesimo a Whistler 2019, ottavo ad Altenberg 2020, quinto ad Altenberg 2021 e medaglia di bronzo a Sankt Moritz 2023; nel bob a quattro: quinto a Whistler 2019, nono ad Altenberg 2020 e tredicesimo ad Altenberg 2021. 
Agli europei ha vinto la medaglia d'argento nel bob a due e quella di bronzo nel bob a quattro ad Altenberg 2023.

## Palmarès

### Mondiali
- 1 medaglia:
  - 1 bronzo (bob a due a Sankt Moritz 2023).

### Europei
- 2 medaglie:
  - 1 argento (bob a due ad Altenberg 2023);
  - 1 bronzo (bob a quattro ad Altenberg 2023).

### Mondiali juniores
- 3 medaglie:
  - 1 oro (bob a quattro a Sankt Moritz 2021);
  - 1 argento (bob a due a Sankt Moritz 2021);
  - 1 bronzo (bob a quattro a Schönau am Königssee 2019).

### Mondiali juniores under 23
- 2 medaglie:
  - 2 argenti (bob a quattro a Sankt Moritz 2018; bob a ca Schönau am Königssee 2019).

### Europei juniores under 23
- 1 medaglia:
  - 1 bronzo (bob a quattro nel 2018).

### Coppa del Mondo
- Miglior piazzamento in classifica generale nel bob a due: 4º nel 2019/20 e nel 2022/23;
- Miglior piazzamento in classifica generale nel bob a quattro: 5º nel 2022/23;
- Miglior piazzamento in classifica generale nella combinata maschile: 5º nel 2019/20, nel 2020/21 e nel 2022/23.
- 10 podi (9 nel bob a due, 1 nel bob a quattro):
  - 3 secondi posti (tutti nel bob a due);
  - 7 terzi posti (6 nel bob a due, 1 nel bob a quattro).

### Circuiti minori

#### Coppa Europa
- Miglior piazzamento in classifica generale nel bob a due: 16º nel 2017/18;
- Miglior piazzamento in classifica generale nel bob a quattro: 26º nel 2017/18;
- Miglior piazzamento in classifica generale nella combinata maschile: 20º nel 2017/18.

#### Coppa Nordamericana
- Miglior piazzamento in classifica generale nel bob a due: 5º nel 2018/19;
- Miglior piazzamento in classifica generale nel bob a quattro: 8º nel 2018/19;
- Miglior piazzamento in classifica generale nella combinata maschile: 6º nel 2018/19;
- 2 podi (1 nel bob a due, 1 nel bob a quattro):
  - 2 terzi posti.